# Thresiaella caudata
Thresiaella caudata är en stekelart som beskrevs av T.C. Narendran 1989. Thresiaella caudata ingår i släktet Thresiaella och familjen bredlårsteklar.
Artens utbredningsområde är Filippinerna. Inga underarter finns listade i Catalogue of Life.